# Who Shot Mr. Burns?
Who Shot Mr. Burns? är det första avsnittet av den amerikanska, tecknade komediserien The Simpsons som är uppdelade på två avsnitt. Låten Señor Burns, skriven av Alf Clausen, Bill Oakley och Josh Weinstein blev nominerad till Primetime Emmy Award 1996 för Outstanding Individual Achievement in Music and Lyrics.
Första delen sändes på FOX, den 21 maj 1995 och andra delen den 17 september 1995.

## Handling

### Del 1[1][2]
Rektor Skinner öppnar skolan efter sommarlovet och upptäcker att skolans hamster har avlidit. Vaktmästare Willie får i uppdrag att begrava hamstern. Vid jordfästningen upptäcks en rik oljekälla under skolan. Skolans elever och personal kommer med förslag om vad inkomsten från oljan ska gå till. Lisa kommer exempelvis med förslaget att Tito Puente ska börja undervisa jazz i skolan.
På Springfields kärnkraftverk blir Homer allt mer ilsken över att hans chef Burns aldrig kommer ihåg hans namn, trots att han arbetat på anläggningen i tio år.
Burns försöker övertala Skinner att skänka oljan till kärnkraftverket, men då Skinner vägrar, bygger Burns en egen snedställd oljeanläggning som tömmer oljekällan innan skolan hinner göra det. På grund av oljeanläggningens höga kostnad tvingas skolan att skära ned på alla skolutgifter.
Vid middagsbordet föreslår Marge att familjen ska ge Burns en chokladask innehållande ett foto på familjen så att han kommer ihåg familjens namn. Burns orkar dock inte äta upp den sista chokladbiten som händelsevis döljer Homers ansikte på bilden. Burns skickar ett tackkort till alla i familjen Simpsons utom Homer vilket gör honom rasande.
Familjen börjar blir upprörd då Burns oljekraftverk förstör Barts trädkoja, skadar deras husdjur Santa's Little Helper och förstör Springfields åldersdomshem vilket resulterar i att farfar Simpson flyttar in hos familjen. Farfar Simpson visar upp sitt skjutvapen Smith & Wesson för Bart och berättar att den är laddad. Då Marge upptäcker vapnet gräver hon ner det i trädgården. 
På grund av giftutsläpp från oljan måste Moe's Tavern stänga. Borgmästare Quimby anordnar ett möte i stadshuset där stora delar av befolkningen samlats och är upprörda över Burns nybyggda anläggning som döljer solen, så att all belysning även måste vara tänd på dagen. När Burns dyker upp på mötet blir han hotad till livet av åhörarna. Mötet avslutas och Burns aktiverar solavskärmaren. Efter mötet försvinnr alla mötesdeltagarna åt varsitt håll, däribland familjen Simpson. Marge lämnar Maggie ensam i bilen för att leta efter de andra familjemedlemmarna.
När klockan slagit 15.00 hörs ett skott och Burns faller skjuten ner på ett solur i centrala staden. Plötsligt är många av stadens invånare misstänkta för skjutningen.

### Del 2[3][4]
Nästa dag drömmer Smithers att Burns inte blev skjuten och att de är raceförare. Smithers vaknar som ett nedsupet vrak. I nyheterna berättar man att Burns överlevde skottdramat efter att han fördes till sjukhuset. Vid middagsbordet berättar Lisa varför alla i familjen hade ett motiv till att döda Burns. Smithers går ut på stan och upptäcker att han har en revolver, han får ett svagt minne av att han sköt Mr Burns.
Stadens invånare bestämmer sig för att riva Burns solavskärmare. Smithers går till den katolska kyrkan i Springfield för att bikta sina synder. Polisen griper Smithers efter hans erkännande i kyrkan. Då Krusty kollar på tv-nyheterna upptäcker han att Smithers är oskyldig eftersom de båda tittade på samma tv-program klockan 15. Smithers säger till polisen att han kan ha dödat en oskyldig människa, i själva verket sköt han bara ett skott på Jaspers träben. Lisa berättar för polisen vilka hon tror kan ha skjutit Burns, samtliga misstänkta förklarades dock oskyldiga. 
Marge frågar Farfar Simpson vart hans vapen (som hon grävde ner i trädgården) har tagit vägen. Polischefen Wiggum somnar vid sitt skrivbord. I hans dröm uppmanar Lisa honom att titta på Burns kostym. På kostymen hittas ett hårstrå som man gör en DNA-analys på. DNA-resultat visar att det är någon från familjen Simpsons. Burns vaknar och säger Homer vilken gör honom till den misstänkta. I familjens bil hittas revolvern och Homers fingeravtryck. Polisen stannar utanför Krusty Burger och beställer snabbmat. Under tiden passar Homer på att rymma från polisen och besöker Burns på sjukhuset. 
Vid middagsbordet berättar Lisa sin teori om hur revolvern kan ha hamnat i bilen. Smithers sätter upp en belöning på 50.000$ till den som fångar Homer och stadens invånare börjar leta av Homer. Lisa beger sig till brottsplatsen och upptäcker där hur brottet gick till. Ryktet sprids att Homer är på sjukhuset och stadens invånare beger sig till sjukhuset. När de kommer fram till sjukhuset berättar Mr Burns att Homer är oskyldig och att det var Maggie som sköt honom.
Skottlossningen ägde rum då Mr Burns försökte sno Maggies godisklubba. Burns tappade sitt vapen och Maggie sköt honom. Mr Burns insisterar på att Maggie ska arresteras men polischef Wiggum påstår att det bara är i Texas som hon skulle kunna dömas.

## Misstänkta
I juni 1995 publicerades av David X. Cohen en lista över misstänkta på thesimpsons.com. Listan återfinns på DVD:n till sjätte säsongen. De misstänkta var:
- Waylon Smithers
- Lisa Simpson
- Maggie Simpson
- Santa's Little Helper
- Bart Simpson
- Professor Frink
- Krusty
- Lunchlady Doris
- Otto Mann
- Edna Krabappel
- Sideshow Mel
- Homer Simpson
- Hans Moleman
- Vaktmästare Willie
- Barney Gumble
- Dr Hibbert
- Seymour Skinner
- Apu Nahasapeemapetilon
- Joe Quimby
- Snake Jailbird
- Abraham Simpson
- Elizabeth Hoover
- Lionel Hutz
- Dewey Largo
- Horatio McCallister

## Tävling
Mellan den 13 augusti och 10 september 1995 anordnades en tävling för de som ringde 1-800-COLLECT, tävlingen gick ut på att gissa vem det var som sköt Mr Burns, hemsidan www.springfield.com lanserades också. Vinnaren skulle få en egen rollfigur i en episod, men ingen av de 200 tävlingsbidrag som drogs i tävlingen hade den korrekta lösningen. Istället blev slumpade man fram en av de tävlande som vinnare och det blev Fayla Gibson som fick en prissumma istället för en rollfigur.

## Springfield's Most Wanted
Programledaren för America's Most Wanted, John Walsh, ledde ett tv-program med titeln Springfield's Most Wanted den 17 september 1995, klockan 19.30 EST på FOX. I programmet försökte Daryl Gates, Dennis Franz, Courtney Thorne-Smith, Kevin Nealon, Chris Elliott och Andrew Shue tillsammans lösa mysteriet om vem som sköt Mr Burns. Hela programmet finns som extramaterial på dvd:n för den sjätte säsongen.

## Alternativa slut
För att gör upplösningen mer intressant producerades ett alternativt slut som senare visades i avsnittet The Simpsons 138th Episode Spectacular. Det alternativa slutet innefattar att Smithers skjuter Mr Burns. I det alternativa slutet bestämde Mr Burns att Smithers lön skulle reduceras med 5 %. I avsnittet visade man också att man producerade ett antal korta sekvenser där Apu, Moe, Barney, Tito och Santa's Little Helper sköt Mr Burns.